# Оробец, Василий Дмитриевич
Василий Дмитриевич Оробец (укр. Василь Дмитрович Оробець; род. 1966) — советский и украинский спортсмен и тренер; Мастер спорта Украины, Заслуженный тренер Украины, также Судья международной категории; Заслуженный работник физической культуры и спорта Украины.

## Биография
Родился 22 июля 1966 года в Украинской ССР.
Окончил Прикарпатский национальный университет им. В. Стефаника, учитель физической культуры. Занимался пауэрлифтингом, затем стал тренером в этом виде спорта.
Проживает в Коломые, работает тренером-преподавателем высшей категории по пауэрлифтингу. Жена Инна Оробец, дочь Юлия и сын Игорь. Является депутатом Коломыйской городской рады шестого созыва. Является вице-президентом Федерации пауэрлифтинга Украины.
Среди воспитанников Василия Оробца (в том числе вместе с женой, которую он в своё время тренировал):
- Вера Бобошко — чемпионка Европы по пауэрлифтингу, Мастер спорта международного класса.
- Ульяна Лютник — призер чемпионата Европы, Мастер спорта международного класса.
- Юлия Оробец — Мастер спорта, чемпионка и рекордсменка Украины среди молодежи, призер чемпионатов Европы и Мира по пауэрлифтингу.
- Мария Чепиль — Мастер спорта международного класса, чемпионка и рекордсменка Украины, Европы и мира по пауэрлифтингу.
- Ирина Бабурова[укр.] — Мастер спорта международного класса, чемпионка Украины и Европы среди юниорок по пауэрлифтингу.
- Назар Дячук — Мастер спорта международного класса, чемпион мира среди юношей в жиме лёжа.